# Джер-Кёчкю
Джер-Кёчкю (кирг. Жер-Көчкү) — село в Нарынском районе Нарынской области Кыргызстана. Входит в состав Кара-Куджурского аильного округа.
Расположено на высоте 2900 м над уровнем моря. Рядом расположены месторождения золота Акташ и Солтон-Сары, а месторождение золота Кумтор находится в 10 км от села.
Население в 2009 году составляло 730 человек.
Население, в основном, занимается животноводством. Жители села долгое время пользовались горной водой, стекающей с ледника, в 2019 году сюда проведен водопровод.

## Известные уроженцы
- Чолуев Салыбек Торгоевич (1951—1921) — почётный гражданин Нарынской области и Нарынского района[3].